# Álvaro Obregón, Solosuchiapa
Álvaro Obregón är en ort i Mexiko.   Den ligger i kommunen Solosuchiapa och delstaten Chiapas, i den sydöstra delen av landet, 700 km öster om huvudstaden Mexico City. Álvaro Obregón ligger 746 meter över havet och antalet invånare är 638.
Terrängen runt Álvaro Obregón är kuperad norrut, men söderut är den bergig. Terrängen runt Álvaro Obregón sluttar norrut. Runt Álvaro Obregón är det ganska tätbefolkat, med 70 invånare per kvadratkilometer. Närmaste större samhälle är Teapa, 18,1 km norr om Álvaro Obregón. I omgivningarna runt Álvaro Obregón växer i huvudsak städsegrön lövskog.